# Larentia epicrossa
Larentia epicrossa là một loài bướm đêm trong họ Geometridae.